# Бретонська література
Брето́нська література — література бретонців, що населяють історичну область Бретань (Франція), написана бретонською мовою.

## Перші літературні пам'ятки
Перші літературні пам'ятки — глоси до текстів латинських граматиків і поетів (VIII—XI ст.). Широку популярність здобули так звані артурівські легенди, що стали основою романів «бретонського циклу» (романів «Круглого столу»). Вони були одним з основних джерел формування куртуазного роману.

## Бретонські сюжети
Найвідоміші літературні обробки бретонських сюжетів — «Роман про Брута» нормана Васа, віршована французька переробка «Історія королів Британії» (близько 1136) Джефрі Монмутського, прозовий цикл «Ланселот-Грааль», романи бретонського циклу Роберта де Барона і французького трубадура XII століття Кретьєна де Труа («Ерек і Еніда», «Кліжес», «Лицар воза, або Ланселот», «Івен, або Лицар лева», «Повість про Грааль»), переробки німецьких мінезингерів Гартмана фон Ауе та Вольфрама фон Ешенбаха, роман Томаса Мелорі «Смерть Артура».

## Легенди про Трістана та Ізольду
З артурівськими легендами пов'язана легенда про Трістана та Ізольду, авторами літературних обробок якої є Беруль, англо-нормандський трувер Тома Англійський (Томас Британський), німецький поет Готфрід Страсбурзький тощо; на цей сюжет існує також англійська поема «Сер Трістрем» та італійські прозові версії.

## Бретонський фольклор в інтерпретації митців Нового часу
Бретонський фольклор також інтерпретували й митці Нового часу (поеми Августа Шлегеля, Вальтера Скотта, К. Л. Іммермана, музична драма «Трістан та Ізольда» Ріхарда Вагнера, «Поминки по Фіннеґанові» Джеймса Джойса, сценарій Жана Кокто до фільму «Вічне повернення», поема Лесі Українки «Ізольда Білорука»). Широко відомий роман про «Трістана та Ізольду» (1900; український переклад і переднє слово Максима Рильського. К., 1972) в реконструкції Ж. Бедьє.

## Релігійно-містичні твори
З періоду XIII—XIV ст. залишилися тільки релігійно-містичні твори («Містерія про св. Нонну» тощо). У зв'язку з посиленням ролі французької літератури бретонська література занепадає. Після приєднання Бретані до Франції (1532) національні традиції й мова збереглися лише серед селянства та міської голоти.
У XVI столітті у Бретані ставилися драми й містерії на біблійну тематику; в XVII столітті представники нижчого духівництва (Мішель де Ноблез ле Керодерн, Жюльєн Монуар) писали пісні та проповіді бретонською мовою.

## Відродження бретонської літератури
Спроба відродити бретонський фольклор у XIX столітті належить Т. Е. де ла Вільмарку (збірка «Народні пісні давніх бретонців», 1839). Серед письменників XIX ст. — поет А. Брізьо (збірка пісень «Армориканська арфа», 1839), абат Гільом (поема «Книга землероба», 1849), Ф. М. Люзель (збірка пісень, легенд і драм «Завжди бретонець», 1865).
У XX столітті лірику бретонською мовою писав Жафрен, драматичні твори — Ле Байон.